# Leopolds
Leopolds ist eine Ortschaft und eine Katastralgemeinde der Gemeinde Kottes-Purk im Bezirk Zwettl in Niederösterreich. 
Das Dorf liegt nördlich von Kottes und südlich von Purk an der Landestraße L7169, durch den Ort fließt der Leopoldsbach, ein Zufluss der Kleinen Krems.

## Geschichte
Der Ort wurde 1171 zum ersten Mal schriftlich als Liupoldi erwähnt.
Im Eintrag der Josephinischen Fassion aus Jahre 1786/87 gab es im heutigen Ort 7 Häuser.
Im Jahr 1822 wurde der Ort als Dorf mit sieben Häusern genannt, das nach Kottes eingepfarrt war, wohin auch die Kinder eingeschult wurden. Die Herrschaft Prandhof besaß die Ortsobrigkeit, besorgte die Konskription und übte die Landgerichtsbarkeit. Die Untertanen und Grundholde des Ortes gehörten der Herrschaft Prandhof.
Nach der Entstehung der Ortsgemeinden 1849 wurde der Ort eine Katastralgemeinde der Ortsgemeinde Reichpolds.
Laut Adressbuch von Österreich waren im Jahr 1938 im Dorf Leopolds ein Schuster, ein Viktualienhändler und einige Landwirte ansässig.
Im Zuge der Niederösterreichischen Kommunalstrukturverbesserung wurde der Ort durch die Auflösung der Gemeinde Reichpolds am 1. Januar 1967 ein Teil der Gemeinde Kottes-Purk.

## Siedlungsentwicklung
Zum Jahreswechsel 1979/1980 befanden sich in der Katastralgemeinde Leopolds insgesamt 12 Bauflächen mit 6.540 m² und 7 Gärten auf 5.738 m², 1989/1990 gab es 11 Bauflächen. 1999/2000 war die Zahl der Bauflächen auf 34 angewachsen und 2009/2010 bestanden 19 Gebäude auf 34 Bauflächen.

## Bodennutzung
Die Katastralgemeinde ist landwirtschaftlich geprägt. 94 Hektar wurden zum Jahreswechsel 1979/1980 landwirtschaftlich genutzt und 10 Hektar waren forstwirtschaftlich geführte Waldflächen. 1999/2000 wurde auf 92 Hektar Landwirtschaft betrieben und 11 Hektar waren als forstwirtschaftlich genutzte Flächen ausgewiesen. Ende 2018 waren 89 Hektar als landwirtschaftliche Flächen genutzt und Forstwirtschaft wurde auf 12 Hektar betrieben. Die durchschnittliche Bodenklimazahl von Leopolds beträgt 22,7 (Stand 2010).

## Persönlichkeiten
- Gottfried Glassner (1950–2023), Theologe, Benediktiner und Leiter der Stiftsbibliothek Melk